# Aguilar del Río Alhama
Aguilar del Río Alhama är en kommun i Spanien. Den ligger i den autonoma regionen La Rioja i norra delen av landet, 220 km nordost om huvudstaden Madrid. Antalet invånare är 426 (2024).